# 明朝藩王列表 (淮王系)
本頁面列出明朝自明仁宗分封的淮國藩王。

## 淮國
| 永樂二十二年（1424年）封。宣德四年（1429年）就藩韶州府。正統元年（1436年）移饒州府。 |          |                |                 | |
| 稱號                                                                                 | 國君姓名 | 關係           | 在位年數        | 註記 |
| 淮靖王                                                                               | 朱瞻墺   | 朱高熾、庶七子 | 1424年—1446年   | 永樂二十二年封。宣德四年就藩韶州府。正統元年移饒州府。十一年薨。                                                                           |
| 淮康王                                                                               | 朱祁銓   | 朱瞻墺、嫡一子 | 1448年—1502年   | 正統十三年襲封。弘治十五年薨。 |
| 淮安王                                                                               | 朱見濂   | 朱祁銓、嫡一子 | 追封            | 成化十六年封世子。弘治六年薨。諡安懿。無子，侄朱祐棨嗣封。追封王，改諡曰安。                                                               |
| 淮端王                                                                               | 朱見澱   | 朱祁銓、嫡二子 | 追封            | 成化二十一年封清江王。弘治十五年薨。後子祐棨嗣封淮王。追封王，諡曰端。                                                                     |
| 淮定王                                                                               | 朱祐棨   | 朱見澱、嫡一子 | 1505年—1524年   | 弘治十八年襲封。嘉靖三年薨。無子。 |
| 淮莊王                                                                               | 朱祐楑   | 朱見澱、庶二子 | 1525年—1537年   | 初封鎮國將軍，嘉靖四年進封。十六年薨。 |
| 淮憲王                                                                               | 朱厚燽   | 朱祐楑、嫡一子 | 1539年—1563年   | 嘉靖十八年襲封。四十二年薨。 |
| 淮恭王                                                                               | 朱載坮   | 朱厚燽、嫡一子 | 1566年—1577年   | 嘉靖四十五年襲封。萬曆五年薨。一子封郡王，未襲，薨。                                                                                       |
| 淮昭王                                                                               | 朱翊鏡   | 朱載坮、庶一子 | 追封            | 萬曆元年封榮昌王。八年薨。以叔載堅襲淮封，追封王，諡曰昭。                                                                                 |
| 淮順王                                                                               | 朱載堅   | 朱厚燽、嫡二子 | 1580年—1595年   | 嘉靖三十三年封建昌王，萬曆八年進封。二十三年薨。                                                                                           |
| 淮王                                                                                 | 朱翊鉅   | 朱載堅、庶一子 | 1598年—1616年   | 萬曆二十三年封世子。二十六年襲封，四十四年薨。                                                                                             |
| 淮王                                                                                 | 朱常清   | 朱翊鉅、嫡一子 | 1631年—1648年   | 萬曆四十四年封世子，崇禎四年襲封。永曆二年，鄭成功於南澳擁立王為監國，年號東武。永曆三年昭宗使節至，鄭成功奉朔，王取消監國及年號。同年薨。 |
| 淮王                                                                                 | 朱由桂   | 朱常清、子     | 1648年後—1683年 | 不知何年襲封。永曆三十七年七月降清。王被俘，置在開封府杞縣，薨。                                                                           |

### 鄱陽國
| 正統九年（1444年）封。 |          |                |               |                                  |
| 稱號                   | 國君姓名 | 關係           | 在位年數      | 註記                             |
| 鄱陽懷僖王             | 朱祁鑌   | 朱瞻墺、庶一子 | 1444年—1448年 | 正統九年封。十三年薨。無子，除。 |

### 永豐國
| 正統九年（1444年）封。 |          |                |               |                                                            |
| 稱號                   | 國君姓名 | 關係           | 在位年數      | 註記                                                       |
| 永豐恭和王             | 朱祁鉞   | 朱瞻墺、庶三子 | 1444年—1475年 | 正統九年封。成化十一年薨。                                 |
| 永豐懷順王             | 朱見淨   | 朱祁鉞、嫡一子 | 1477年—1490年 | 成化十三年襲封。弘治三年薨。                               |
| 永豐榮和王             | 朱祐栶   | 朱見淨、嫡一子 | 1495年—1543年 | 弘治八年襲封。嘉靖二十二年薨。                             |
| 永豐安僖王             | 朱厚炢   | 朱祐栶、庶一子 | 1546年—1562年 | 嘉靖二十五年襲封。四十一年薨。                             |
| 永豐長子               | 朱載址   | 朱厚炢、庶一子 |               | 嘉靖四十一年封長子。四十四年卒。                           |
| 永豐莊裕王             | 朱翊鈠   | 朱載址、庶一子 | 1575年—1587年 | 萬曆三年襲封。十五年薨。                                   |
| 永豐王                 | 朱常𣿖   | 朱翊鈠、嫡一子 | 1598年—？年   | 萬曆二十二年封長子。二十六年襲封，薨。                     |
| 永豐王                 | 朱由桐   | 朱常𣿖、嫡一子 | ？年—1650年   | 萬曆三十五年封長子，後襲封。永曆四年正月被叛將李士璉殺害。 |

### 清江國
| 成化二十一年（1485年）封。 |          |                |               |                                                                                          |
| 稱號                       | 國君姓名 | 關係           | 在位年數      | 註記                                                                                     |
| 清江端裕王                 | 朱見澱   | 朱祁銓、嫡二子 | 1485年—1502年 | 成化二十一年封。弘治十五年薨。嫡一子朱祐棨嗣淮封。庶二子朱祐楑以镇国将军摄府事，郡爵除。 |
| 附清江國奉祀宗室           |          |                |               |                                                                                          |
| 清江镇国将军               | 朱祐楑   | 朱見澱、庶二子 | 1515年—1525年 | 正德十年以镇國將軍奉祀。嘉靖四年嗣淮封。                                                 |

### 南康國
| 弘治二年（1489年）封。 |          |                |                 |                                                          |
| 稱號                   | 國君姓名 | 關係           | 在位年數        | 註記                                                     |
| 南康莊惠王             | 朱見湁   | 朱祁銓、嫡三子 | 1489年—1545年   | 弘治二年封。嘉靖二十四年薨。                             |
| 南康榮僖王             | 朱祐柌   | 朱見湁、庶一子 | 追封            | 初封鎮國將軍，嘉靖十八年卒。以子厚㷫襲封。追封諡榮僖王。 |
| 南康安懿王             | 朱厚㷫   | 朱祐柌、嫡一子 | 1553年—1596年   | 嘉靖三十二年襲封。萬曆二十四年薨。                       |
| 南康王                 | 朱載𧽧   | 朱厚㷫、嫡一子 | 1600年—1618年后 | 萬曆五年封長子。二十八年襲封，薨。                       |
| 南康王                 | 朱翊䤩   | 朱載𧽧、庶一子 | ？年            | 萬曆三十一年封長子，後襲封。                             |

### 德興國
| 弘治三年（1490年）封。 |          |                |                 |                                        |
| 稱號                   | 國君姓名 | 關係           | 在位年數        | 註記                                   |
| 德興莊僖王             | 朱見㴫   | 朱祁銓、庶四子 | 1490年—1515年   | 弘治三年封。正德十年薨。               |
| 德興恭簡王             | 朱祐槤   | 朱見㴫、嫡一子 | 1521年—1547年   | 正德十六年襲封。嘉靖二十六年薨。       |
| 德興端順王             | 朱厚𤉹   | 朱祐槤、庶一子 | 1551年—1590年   | 嘉靖三十年襲封。萬曆十八年薨。         |
| 德興王                 | 朱載堢   | 朱厚𤉹、嫡一子 | 1593年—1623年前 | 隆慶三年封長子。萬曆二十一年襲封，薨。 |
| 德興王                 | 朱翊鍊   | 朱載堢、庶一子 | 1623年—？年     | 萬曆二十三年封長子。天啟三年襲封。     |
| 德興王                 | 朱由枍   |                | ？年—1644年     | 不知何年襲封。國亡不知所終。           |

### 順昌國
| 弘治九年（1496年）封。 |          |                |               |                                                          |
| 稱號                   | 國君姓名 | 關係           | 在位年數      | 註記                                                     |
| 順昌恭懿王             | 朱見𣹲   | 朱祁銓、嫡六子 | 1496年—1543年 | 弘治九年封。嘉靖二十二年薨。                             |
| 順昌王                 | 朱祐樅   | 朱見𣹲、庶一子 | 1546年—1566年 | 嘉靖二十五年襲封。四十五年薨。                           |
| 順昌王                 | 朱厚熍   | 朱祐樅、庶一子 | 1575年—1590年 | 嘉靖四十四年以鎮國將軍改封長子。萬曆三年襲封。十八年薨。 |
| 順昌王                 | 朱載圭   | 朱厚熍、庶一子 | 1607年—？年   | 萬曆三十五年襲封。                                       |

### 崇安國
| 弘治九年（1496年）封。 |          |                |               |                                            |
| 稱號                   | 國君姓名 | 關係           | 在位年數      | 註記                                       |
| 崇安榮穆王             | 朱見洵   | 朱祁銓、庶七子 | 1496年—1524年 | 弘治九年封。嘉靖三年薨。                   |
| 崇安昭和王             |          | 朱見洵、嫡一子 | 1527年—1542年 | 嘉靖六年襲封。二十一年薨。一子夭，絕，除。 |

### 高安國
| 嘉靖十九年（1540年）封。 |          |                |               |                                                |
| 稱號                     | 國君姓名 | 關係           | 在位年數      | 註記                                           |
| 高安恭僖王               | 朱厚炅   | 朱祐楑、嫡二子 | 1540年—1566年 | 嘉靖十九年封。四十五年薨。                     |
| 高安端惠王               | 朱載堾   | 朱厚炅、庶一子 | 1570年—1587年 | 隆慶四年襲封。萬曆十五年薨。                   |
| 高安王                   | 朱翊鋏   | 朱載堾、嫡一子 | 1590年—？年   | 萬曆十八年襲封，薨。                           |
| 高安王                   | 朱常淇   | 朱翊鋏、嫡一子 | ？年—1646年   | 萬曆三十四年封長子，後襲封。隆武二年十二月薨。 |

### 上饒國
| 嘉靖十九年（1540年）封。 |          |                |               |                                      |
| 稱號                     | 國君姓名 | 關係           | 在位年數      | 註記                                 |
| 上饒恭惠王               | 朱厚熻   | 朱祐楑、庶三子 | 1540年—1589年 | 嘉靖十九年封。萬曆十七年薨。         |
| 上饒王                   | 朱載塙   | 朱厚熻、嫡二子 | 1592年—？年   | 隆慶四年封長子。萬曆二十年襲封，薨。 |
| 上饒王                   | 朱翊     | 朱載塙、嫡一子 | ？年—1645年前 | 萬曆三十五年封長子，既而襲封。薨。   |
| 上饒王                   | 朱常沅   | 朱翊、子       | 1645年—1662年 | 弘光元年二月襲封。國亡不知所終。     |

### 吉安國
| 嘉靖二十二年（1543年）封。 |          |                |               |                                |
| 稱號                       | 國君姓名 | 關係           | 在位年數      | 註記                           |
| 吉安肅簡王                 | 朱厚㸋   | 朱祐楑、庶四子 | 1543年—1563年 | 嘉靖二十二年封。四十二年薨。   |
| 吉安王                     | 朱載堁   | 朱厚㸋、嫡三子 | 1593年—？年   | 萬曆二十一年襲封，薨。         |
| 吉安王                     | 朱翊𨩱   | 朱載堁、庶一子 | 1615年後—？年 | 萬曆四十三年封長子。既而襲封。 |
| 參考文獻                   |          |                |               |                                |
| 1.                         |          |                |               |                                |

### 廣信國
| 嘉靖二十二年（1543年）封。 |          |                |               |                                                              |
| 稱號                       | 國君姓名 | 關係           | 在位年數      | 註記                                                         |
| 廣信順恭王                 | 朱厚     | 朱祐楑、庶五子 | 1543年—1577年 | 嘉靖二十二年封。萬曆五年薨。                                 |
| 廣信王                     | 朱載堡   | 朱厚、嫡一子   | 1607年—1615年 | 嘉靖四十一年封長子。萬曆三十五年襲封。四十三年薨。無子，除。 |

### 嘉興國
| 嘉靖二十五年（1546年）封。 |          |                |               |                                                                      |
| 稱號                       | 國君姓名 | 關係           | 在位年數      | 註記                                                                 |
| 嘉興王                     | 朱厚爖   | 朱祐楑、庶七子 | 1546年—1575年 | 嘉靖二十五年封。萬曆三年薨。子載埛系擅婚之子，降封輔國將軍，郡爵除。 |
| 附嘉兴國奉祀宗室           |          |                |               |                                                                      |
| 嘉興辅国将军               | 朱載埛   | 朱厚爖、庶一子 | 1577年—？年   | 万历五年以辅国将军奉祀。薨。                                         |
| 嘉兴國續封                 |          |                |               |                                                                      |
| 嘉興王                     | 朱常？   | 朱厚爖、曾孙   | ？年—1646年   | 不知何年襲封。隆武二年十二月抗清兵败被杀。                           |

### 紹興國
| 嘉靖二十五年（1546年）封。 |          |                |               |                                                      |
| 稱號                       | 國君姓名 | 關係           | 在位年數      | 註記                                                 |
| 紹興王                     | 朱厚爀   | 朱祐楑、嫡八子 | 1546年—1593年 | 嘉靖二十五年封。萬曆二十一年薨。                     |
| 紹興長子                   | 朱載封   | 朱厚爀、嫡一子 |               | 隆慶四年封長子。萬曆二十三年未襲卒。                 |
| 紹興王                     | 朱翊     | 朱載封、庶一子 | 1602年—1613年 | 萬曆十九年封長子。三十年襲封。四十一年薨。無子，除。 |

### 建昌國
| 嘉靖三十三年（1554年）封。 |          |                |               |                                              |
| 稱號                       | 國君姓名 | 關係           | 在位年數      | 註記                                         |
| 建昌王                     | 朱載堅   | 朱厚燽、嫡二子 | 1554年—1580年 | 嘉靖三十三年封。萬曆八年嗣淮封，郡爵不再襲。 |

### 金華國
| 嘉靖三十九年（1560年）封。 |          |                |                 |                                                    |
| 稱號                       | 國君姓名 | 關係           | 在位年數        | 註記                                               |
| 金華王                     | 朱載塨   | 朱厚燽、庶三子 | 1560年—1609年前 | 嘉靖三十九年封，薨。                               |
| 金華王                     | 朱翊銪   | 朱載塨、庶一子 | 1609年—？年     | 萬曆二十八年以鎮國將軍改封長子。三十七年襲封，薨。 |
| 金華王                     | 朱常㵑   | 朱翊銪、嫡一子 | ？年            | 萬曆三十九年封長子，既而襲封。                     |
| 金華王                     | 朱由㯆   | 朱常㵑、子     | ？年—1646年     | 不知何年襲封。隆武二年十一月薨。                   |

### 華容國
| 嘉靖三十三年（1554年）封。 |          |                |               |                                        |
| 稱號                       | 國君姓名 | 關係           | 在位年數      | 註記                                   |
| 華容王                     | 朱載域   | 朱厚燽、庶四子 | 1554年—1567年 | 嘉靖三十三年封。隆慶元年薨。無子，除。 |

### 榮昌國
| 萬曆元年（1573年）封。 |          |                |               |                                |
| 稱號                   | 國君姓名 | 關係           | 在位年數      | 註記                           |
| 榮昌昭憲王             | 朱翊鏡   | 朱載坮、庶一子 | 1573年—1580年 | 萬曆元年封。八年薨。無子，除。 |